# Марті Ріссен
Марті Ріссен (англ. Marty Riessen; нар. 4 грудня 1941) — колишній американський тенісист.
Найвищу одиночну позицію світового рейтингу — 8 місце досяг 1971 (за даними Ленса Тінґея), парну — 3 місце — 3 березня, 1980 року.
Здобув 9 одиночних та 53 парні титули.
Перемагав на турнірах Великого шолома в парному та змішаному парному розрядах.
Завершив кар'єру 1981 року.

## Open era career finals

### Одиночний розряд: 22 (9–13)
| Результат | Ранг | Рік  | Турнір                  | Покриття   | Суперник         | Рахунок                 |
| --------- | ---- | ---- | ----------------------- | ---------- | ---------------- | ----------------------- |
| Перемога  | 1.   | 1969 | Перт, Австралія         | Трава      | Кен Роузволл     | 6–3, 6–4, 2–6, 2–6, 6–1 |
| Перемога  | 2.   | 1970 | Wembley, U.K.           | Килим (i)  | Кен Роузволл     | 6–4, 6–2                |
| Перемога  | 3.   | 1970 | Tucson WCT, США         |            | Рой Емерсон      | 6–1, 6–4                |
| Поразка   | 1.   | 1970 | Мастерс Париж, Франція  | Килим (i)  | Артур Еш         | 6–7, 4–6, 3–6           |
| Перемога  | 4.   | 1971 | Tehran WCT, Іран        | Ґрунт      | Джон Александер  | 6–7, 6–1, 6–3, 7–6      |
| Поразка   | 2.   | 1971 | Washington Open, США    | Тверде     | Кен Роузволл     | 2–6, 5–7, 1–6           |
| Поразка   | 3.   | 1971 | Fort Worth WCT, США     | Тверде     | Род Лейвер       | 6–2, 4–6, 6–3, 5–7, 3–6 |
| Перемога  | 5.   | 1972 | Quebec WCT, Канада      | Тверде (i) | Род Лейвер       | 7–5, 6–2, 7–5           |
| Поразка   | 4.   | 1972 | Denver WCT, США         | Килим (i)  | Род Лейвер       | 6–4, 3–6, 4–6           |
| Поразка   | 5.   | 1972 | Washington WCT, США     | Ґрунт      | Тоні Роч         | 6–3, 6–7, 4–6           |
| Поразка   | 6.   | 1972 | Vancouver WCT, Канада   | Тверде     | Джон Ньюкомб     | 7–6, 6–7, 6–7, 5–7      |
| Перемога  | 6.   | 1973 | Milan WCT, Італія       | Килим (i)  | Роско Теннер     | 7–6, 6–0, 7–6           |
| Поразка   | 7.   | 1973 | Copenhagen WCT, Данія   | Килим (i)  | Роджер Тейлор    | 2–6, 3–6, 6–7           |
| Поразка   | 8.   | 1973 | Quebec WCT, Канада      | Тверде (i) | Джиммі Коннорс   | 1–6, 4–6, 7–6, 0–6      |
| Поразка   | 9.   | 1974 | Лас-Вегас, США          | Тверде     | Род Лейвер       | 2–6, 2–6                |
| Поразка   | 10.  | 1974 | Чикаго, США             | Тверде     | Стен Сміт        | 6–3, 1–6, 4–6           |
| Перемога  | 7.   | 1974 | Мастерс Цинциннаті, США | Тверде     | Боб Лутц         | 7–6, 7–6                |
| Перемога  | 8.   | 1975 | Philadelphia WCT, США   | Килим (i)  | Вітас Ґерулайтіс | 7–6, 5–7, 6–2, 6–7, 6–3 |
| Поразка   | 11.  | 1977 | La Costa, США           | Тверде     | Браян Готтфрід   | 3–6, 2–6                |
| Поразка   | 12.  | 1979 | Baltimore WCT, США      | Килим (i)  | Гаролд Соломон   | 5–7, 4–6                |
| Поразка   | 13.  | 1979 | Дейтон, США             | Килим (i)  | Балч Волтс       | 3–6, 4–6                |
| Перемога  | 9.   | 1979 | Лафаєтт, США            | Килим      | Пет Дюпре        | 6–4, 5–7, 6–2           |

### Парний розряд: 80 (52–28)
| Результат | Ранг | Рік  | Турнір                                           | Покриття   | Партнер                | Суперники                         | Рахунок                  |
| --------- | ---- | ---- | ------------------------------------------------ | ---------- | ---------------------- | --------------------------------- | ------------------------ |
| Перемога  | 1.   | 1968 | Рим, Італія                                      | Ґрунт      | Том Оккер              | Ніколас Калогеропулос Аллан Стоун | 6–3, 6–4, 6–2            |
| Перемога  | 2.   | 1968 | Гамбург, Німеччина                               | Ґрунт      | Том Оккер              | Джон Ньюкомб Тоні Роч             | 6–4, 6–4, 7–5            |
| Перемога  | 3.   | 1969 | Філадельфія, США                                 | Килим (i)  | Том Оккер              | Джон Ньюкомб Тоні Роч             | 8–6, 6–4                 |
| Поразка   | 1.   | 1969 | Вімблдонський турнір, Лондон                     | Трава      | Том Оккер              | Джон Ньюкомб Тоні Роч             | 5–7, 9–11, 3–6           |
| Перемога  | 4.   | 1969 | Гштад, Швейцарія                                 | Ґрунт      | Том Оккер              | Мал Андерсон Рой Емерсон          | 6–1, 6–4                 |
| Перемога  | 5.   | 1969 | Гамбург, Німеччина                               | Ґрунт      | Том Оккер              | Жан-Клод Баркле Юрген Фассбендер  | 6–1, 6–2, 6–4            |
| Перемога  | 6.   | 1970 | Монте-Карло, Монако                              | Ґрунт      | Роджер Тейлор          | П'єрр Бартес Нікола Пилич         | 6–3, 6–4, 6–2            |
| Перемога  | 7.   | 1970 | Лондон Queen's Club, Англія                      | Трава      | Том Оккер              | Артур Еш Чарлі Пасарелл           | 6–4, 6–4                 |
| Поразка   | 2.   | 1970 | Гштад, Швейцарія                                 | Ґрунт      | Том Оккер              | Кліфф Дрісдейл Роджер Тейлор      | 2–6, 3–6, 2–6            |
| Перемога  | 8.   | 1970 | Торонто, Канада                                  | Ґрунт      | Білл Боурі             | Кліфф Дрісдейл Фред Столл         | 6–3, 6–2                 |
| Перемога  | 9.   | 1970 | Лос-Анджелес, США                                | Тверде     | Том Оккер              | Боб Лутц Стен Сміт                | 7–6, 6–2                 |
| Поразка   | 3.   | 1971 | Відкритий чемпіонат Австралії з тенісу, Мельбурн | Трава      | Том Оккер              | Джон Ньюкомб Тоні Роч             | 2–6, 6–7                 |
| Перемога  | 10.  | 1971 | Chicago WCT, США                                 | Тверде (i) | Том Оккер              | Джон Ньюкомб Тоні Роч             | 7–6, 4–6, 7–6            |
| Перемога  | 11.  | 1971 | Dallas WCT, США                                  | Килим      | Том Оккер              | Боб Луц Чарлі Пасарелл            | 6–3, 6–4                 |
| Перемога  | 12.  | 1971 | Відкритий чемпіонат Франції з тенісу, Париж      | Ґрунт      | Артур Еш               | Том Гормен (тенісист) Стен Сміт   | 6–8, 4–6, 6–3, 6–4, 11–9 |
| Перемога  | 13.  | 1971 | London Queen's Club, Англія                      | Трава      | Том Оккер              | Ерік ван Діллен Стен Сміт         | 8–6, 4–6, 10–8           |
| Перемога  | 14.  | 1971 | Washington Open, США                             | Ґрунт      | Том Оккер              | Боб Кармайкл Рей Раффелз          | 7–6, 6–2                 |
| Поразка   | 4.   | 1971 | Quebec WCT, Канада                               | Тверде (i) | Том Оккер              | Рой Емерсон Род Лейвер            | 6–7, 2–6                 |
| Поразка   | 5.   | 1971 | Boston WCT, США                                  | Ґрунт      | Том Оккер              | Рой Емерсон Род Лейвер            | 4–6, 4–6                 |
| Перемога  | 15.  | 1971 | Монреаль, Канада                                 | Ґрунт      | Том Оккер              | Артур Еш Денніс Ролстрон          | 6–3, 6–3, 6–1            |
| Перемога  | 16.  | 1971 | Кельн, Німеччина                                 | Килим (i)  | Том Оккер              | Рой Емерсон Род Лейвер            | 6–7, 3–6, 7–6, 6–3, 6–4  |
| Перемога  | 17.  | 1972 | Richmond WCT, США                                | Килим      | Том Оккер              | Джон Ньюкомб Тоні Роч             | 7–6, 7–6                 |
| Перемога  | 18.  | 1972 | Miami WCT, США                                   | Тверде     | Том Оккер              | Рой Емерсон Род Лейвер            | 7–5, 6–4                 |
| Перемога  | 19.  | 1972 | Chicago WCT, США                                 | Тверде     | Том Оккер              | Рой Емерсон Род Лейвер            | 6–2, 6–3                 |
| Перемога  | 20.  | 1972 | Charlotte WCT, США                               | Ґрунт      | Том Оккер              | Джон Ньюкомб Тоні Роч             | 6–4, 4–6, 7–6            |
| Перемога  | 21.  | 1972 | Washington Open, США                             | Ґрунт      | Том Оккер              | Джон Ньюкомб Тоні Роч             | 3–6, 6–3, 6–2            |
| Перемога  | 22.  | 1972 | Fort Worth WCT, США                              | Тверде     | Том Оккер              | Кен Роузволл Фред Столл           | 6–2, 6–2                 |
| Перемога  | 23.  | 1972 | Montreal WCT, Канада                             | Outdoor    | Том Оккер              | Роберт Мауд Кен Роузволл          | 6–1, 4–6, 7–6            |
| Перемога  | 24.  | 1972 | Alamo WCT, США                                   | Outdoor    | Том Оккер              | Браян Феерлі Ісмаїл Ель-Шафей     | 7–6, 6–4                 |
| Перемога  | 25.  | 1972 | Стокгольм, Швеція                                | Тверде (i) | Том Оккер              | Колін Діблі Рой Емерсон           | 7–5, 7–6                 |
| Перемога  | 26.  | 1972 | Gothenburg WCT, Швеція                           | Килим (i)  | Том Оккер              | Браян Феерлі Ісмаїл Ель-Шафей     | 6–2, 7–6                 |
| Перемога  | 27.  | 1973 | London WCT, Англія                               | Килим (i)  | Том Оккер              | Артур Еш Роско Теннер             | 6–3, 6–3                 |
| Перемога  | 28.  | 1973 | Milan WCT, Італія                                | Килим (i)  | Том Оккер              | Кен Роузволл Фред Столл           | 6–3, 6–3                 |
| Поразка   | 6.   | 1973 | Cologne WCT, Німеччина                           | Килим (i)  | Том Оккер              | Марк Кокс Грем Стілвел            | 6–7, 3–6                 |
| Перемога  | 29.  | 1973 | Washington WCT, США                              | Килим (i)  | Том Оккер              | Артур Еш Роско Теннер             | 4–6, 7–6, 6–2            |
| Перемога  | 30.  | 1973 | Х'юстон, США                                     | Ґрунт      | Том Оккер              | Артур Еш Роско Теннер             | 7–5, 7–5                 |
| Перемога  | 31.  | 1973 | Charlotte WCT, США                               | Ґрунт      | Том Оккер              | Ерік ван Діллен Том Гормен        | 7–6, 3–6, 6–3            |
| Поразка   | 7.   | 1973 | Denver WCT, США                                  | Килим (i)  | Том Оккер              | Артур Еш Роско Теннер             | 6–3, 3–6, 6–7            |
| Поразка   | 8.   | 1973 | World Doubles WCT, Монреаль                      | Килим (i)  | Том Оккер              | Боб Луц Стен Сміт                 | 2–6, 6–7, 0–6            |
| Перемога  | 32.  | 1973 | London Queen's Club, Англія                      | Трава      | Том Оккер              | Рей Келді Реймонд Мур             | 6–4, 7–5                 |
| Поразка   | 9.   | 1973 | Quebec WCT, Канада                               | Тверде (i) | Джиммі Коннорс         | Боб Кармайкл Фрю Макміллан        | 2–6, 6–7                 |
| Поразка   | 10.  | 1974 | Toronto WCT, Канада                              | Килим (i)  | Том Оккер              | Рауль Рамірес Тоні Роч            | 3–6, 6–2, 4–6            |
| Поразка   | 11.  | 1974 | Miami WCT, США                                   | Тверде     | Том Оккер              | Джон Александер Філ Дент          | 6–4, 4–6, 5–7            |
| Поразка   | 12.  | 1974 | Washington WCT, США                              | Килим (i)  | Том Оккер              | Боб Г'юїтт Фрю Макміллан          | 6–7, 3–6                 |
| Перемога  | 33.  | 1974 | Чикаго, США                                      | Тверде (i) | Том Гормен (тенісист)  | Браян Готтфрід Рауль Рамірес      | 4–6, 6–3, 7–5            |
| Перемога  | 34.  | 1974 | Washington Open, США                             | Ґрунт      | Том Гормен             | Патрісіо Корнехо Хайме Фійоль     | 7–5, 6–1                 |
| Поразка   | 13.  | 1974 | Бостон, США                                      | Ґрунт      | Ганс-Юрген Поманн      | Боб Луц Стен Сміт                 | 6–3, 4–6, 3–6            |
| Перемога  | 35.  | 1974 | Стокгольм, Швеція                                | Тверде (i) | Том Оккер              | Боб Г'юїтт Фрю Макміллан          | 2–6, 6–3, 6–4            |
| Поразка   | 14.  | 1974 | Йоганесбурґ, ПАР                                 | Тверде     | Том Оккер              | Боб Г'юїтт Фрю Макміллан          | 6–7, 4–6, 3–6            |
| Поразка   | 15.  | 1975 | Nottingham Open, Англія                          | Трава      | Том Оккер              | Чарлі Пасарелл Роско Теннер       | 2–6, 3–6                 |
| Поразка   | 16.  | 1975 | Відкритий чемпіонат США з тенісу, Нью-Йорк       | Ґрунт      | Том Оккер              | Джиммі Коннорс Іліє Настасе       | 4–6, 6–7                 |
| Поразка   | 17.  | 1975 | Лос-Анджелес, США                                | Тверде     | Кліфф Дрісдейл         | Ананд Амрітрадж Віджай Амрітрадж  | 6–7, 6–4, 4–6            |
| Поразка   | 18.  | 1976 | Мемфіс WCT, США                                  | Тверде (i) | Роско Теннер           | Ананд Амрітрадж Віджай Амрітрадж  | 3–6, 4–6                 |
| Перемога  | 36.  | 1976 | La Costa, США                                    | Тверде     | Роско Теннер           | Пітер Флемінг Джін Меєр           | 7–6, 7–6                 |
| Перемога  | 37.  | 1976 | Johannesburg WCT, ПАР                            | Тверде     | Роско Теннер           | Фрю Макміллан Том Оккер           | 6–2, 7–5                 |
| Перемога  | 38.  | 1976 | Саут-Орандж, США                                 | Ґрунт      | Фред Макнеер           | Вітас Ґерулайтіс Іліє Настасе     | 7–5, 4–6, 6–2            |
| Перемога  | 39.  | 1976 | Відкритий чемпіонат США, Нью-Йорк                | Ґрунт      | Том Оккер              | Пол Кронк Кліфф Летчер            | 6–4, 6–4                 |
| Перемога  | 40.  | 1976 | Мастерс Париж, Франція                           | Килим (i)  | Том Оккер              | Фред Макнеер Шервуд Стюарт        | 6–2, 6–2                 |
| Поразка   | 19.  | 1976 | Stockholm Open, Швеція                           | Тверде (i) | Том Оккер              | Боб Г'юїтт Фрю Макміллан          | 4–6, 6–4, 4–6            |
| Поразка   | 20.  | 1977 | Indian Wells Open, США                           | Тверде     | Роско Теннер           | Боб Г'юїтт Фрю Макміллан          | 6–7, 6–7                 |
| Перемога  | 41.  | 1977 | Woodlands Парний розряд, США                     | Тверде     | Том Оккер              | Тім Галліксон Том Галліксон       | 3–6, 6–3, 6–3, 4–6, 6–1  |
| Перемога  | 42.  | 1977 | Сан-Франциско, США                               | Тверде (i) | Дік Стоктон (тенісист) | Фред Макнеер Шервуд Стюарт        | 6–4, 1–6, 6–4            |
| Поразка   | 21.  | 1977 | Гонконг                                          | Тверде     | Роско Теннер           | Сід Болл Кім Ворвік               | 6–7, 3–6                 |
| Поразка   | 22.  | 1978 | Спрингфілд, США                                  | Килим (i)  | Ян Кодеш               | Боб Луц Стен Сміт                 | 3–6, 3–6                 |
| Поразка   | 23.  | 1978 | Відкритий чемпіонат США, Нью-Йорк                | Тверде     | Шервуд Стюарт          | Роберт Мауд Кен Роузволл          | 6–1, 5–7, 3–6            |
| Поразка   | 24.  | 1978 | Вудлендс Даблз, США                              | Тверде     | Шервуд Стюарт          | Войцех Фібак Том Оккер            | 6–7, 6–3, 6–4, 6–7, 3–6  |
| Перемога  | 43.  | 1979 | Baltimore WCT, США                               | Килим (i)  | Шервуд Стюарт          | Ананд Амрітрадж Кліфф Дрісдейл    | 7–6, 6–4                 |
| Перемога  | 44.  | 1979 | Лас-Вегас, США                                   | Тверде     | Шервуд Стюарт          | Адріано Панатта Рауль Рамірес     | 4–6, 6–4, 7–6            |
| Поразка   | 25.  | 1979 | London Queen's Club, Англія                      | Трава      | Шервуд Стюарт          | Тім Галліксон Том Галліксон       | 4–6, 4–6                 |
| Поразка   | 26.  | 1979 | Сербітон, Англія                                 | Трава      | Пет Дюпре              | Тім Галліксон Том Галліксон       | 3–6, 7–6, 6–8            |
| Перемога  | 45.  | 1979 | Washington Open, США                             | Ґрунт      | Шервуд Стюарт          | Браян Готтфрід Рауль Рамірес      | 2–6, 6–3, 6–4            |
| Перемога  | 46.  | 1979 | Луїсвілл, США                                    | Тверде     | Шервуд Стюарт          | Віджай Амрітрадж Рауль Рамірес    | 6–2, 1–6, 6–1            |
| Перемога  | 47.  | 1979 | Лафаєтт, США                                     | Килим      | Шервуд Стюарт          | Віктор Амая Ерік Фредлер          | 6–4, 6–4                 |
| Перемога  | 48.  | 1979 | Woodlands Парний розряд, США                     | Тверде     | Шервуд Стюарт          | Боб Кармайкл Тім Галліксон        | 6–3, 2–2 ret.            |
| Перемога  | 49.  | 1979 | Лос-Анджелес, США                                | Килим      | Шервуд Стюарт          | Войцех Фібак Фрю Макміллан        | 6–4, 6–4                 |
| Перемога  | 50.  | 1979 | Токіо Indoor, Японія                             | Килим (i)  | Шервуд Стюарт          | Майк Кейгілл Террі Мур            | 6–4, 7–6                 |
| Перемога  | 51.  | 1980 | Baltimore WCT, США                               | Килим (i)  | Тім Галліксон          | Браян Готтфрід Фрю Макміллан      | 2–6, 6–3, 6–4            |
| Поразка   | 27.  | 1980 | Х'юстон, США                                     | Ґрунт      | Шервуд Стюарт          | Пітер Макнамара Пол Макнамі       | 4–6, 4–6                 |
| Поразка   | 28.  | 1980 | Tokyo Indoor, Японія                             | Килим (i)  | Шервуд Стюарт          | Віктор Амая Генк Пфістер          | 3–6, 6–3, 6–7            |
| Перемога  | 52.  | 1981 | Філадельфія, США                                 | Килим (i)  | Шервуд Стюарт          | Браян Готтфрід Рауль Рамірес      | 6–2, 6–2                 |

## Фінали турнірів Великого шолома

### Парний розряд: 6 (2–4)
| Результат | Рік  | Турнір                                 | Покриття | Партнер       | Суперники                       | Рахунок                  |
| --------- | ---- | -------------------------------------- | -------- | ------------- | ------------------------------- | ------------------------ |
| Поразка   | 1969 | Вімблдонський турнір                   | Трава    | Том Оккер     | Джон Ньюкомб Тоні Роч           | 5–7, 9–11, 3–6           |
| Поразка   | 1971 | Відкритий чемпіонат Австралії з тенісу | Трава    | Том Оккер     | Джон Ньюкомб Тоні Роч           | 2–6, 6–7                 |
| Перемога  | 1971 | Відкритий чемпіонат Франції з тенісу   | Ґрунт    | Артур Еш      | Том Гормен (тенісист) Стен Сміт | 6–8, 4–6, 6–3, 6–4, 11–9 |
| Поразка   | 1975 | Відкритий чемпіонат США з тенісу       | Ґрунт    | Том Оккер     | Джиммі Коннорс Іліє Настасе     | 4–6, 6–7                 |
| Перемога  | 1976 | Відкритий чемпіонат США                | Ґрунт    | Том Оккер     | Пол Кронк Кліфф Летчер          | 6–4, 6–4                 |
| Поразка   | 1978 | Відкритий чемпіонат США (2)            | Тверде   | Шервуд Стюарт | Роберт Мауд Кен Роузволл        | 6–1, 5–7, 3–6            |

### Мікст: 9 (7–2)
| Результат | Рік  | Турнір                                 | Покриття | Партнер            | Суперники                         | Рахунок                  |
| --------- | ---- | -------------------------------------- | -------- | ------------------ | --------------------------------- | ------------------------ |
| Перемога  | 1969 | Відкритий чемпіонат Австралії з тенісу | Трава    | Маргарет Корт      | Фред Столл Енн Джонс              | Shared, final not played |
| Перемога  | 1969 | Відкритий чемпіонат Франції з тенісу   | Ґрунт    | Маргарет Сміт Корт | Жан-Клод Баркле Франсуаз Дюрр     | 6–3, 6–2                 |
| Перемога  | 1969 | Відкритий чемпіонат США з тенісу       | Трава    | Маргарет Сміт Корт | Денніс Ролстрон Франсуаз Дюрр     | 7–5, 6–3                 |
| Перемога  | 1970 | Відкритий чемпіонат США (2)            | Трава    | Маргарет Сміт Корт | Фрю Макміллан Джуді Тегарт-Далтон | 6–4, 6–4                 |
| Поразка   | 1971 | Вімблдонський турнір                   | Трава    | Маргарет Сміт Корт | Овен Девідсон Біллі Джин Кінг     | 6–3, 2–6, 13–15          |
| Перемога  | 1972 | Відкритий чемпіонат США (3)            | Трава    | Маргарет Сміт Корт | Іліє Настасе Розмарі Касалс       | 6–3, 7–5                 |
| Поразка   | 1973 | Відкритий чемпіонат США                | Трава    | Маргарет Сміт Корт | Овен Девідсон Біллі Джин Кінг     | 3–6, 6–3, 6–7            |
| Перемога  | 1975 | Вімблдонський турнір                   | Трава    | Маргарет Сміт Корт | Аллан Стоун Бетті Стеве           | 6–4, 7–5                 |
| Перемога  | 1980 | Відкритий чемпіонат США (4)            | Тверде   | Венді Тернбулл     | Фрю Макміллан Бетті Стеве         | 7–5, 6–2                 |